# Louis Prang
Louis Prang (12. marts 1824 – 14. september 1909) var en amerikansk trykker, litograf og forlægger. Han er også kendt som "faderen til det amerikanske julekort".